# Dino Salihovic
Dino Salihovic (Norrköping, 2 dicembre 2002) è un calciatore svedese, centrocampista del Valencia Mestalla.

## Carriera

### Club
Salihovic è cresciuto nel settore giovanile dell'IFK Norrköping, dove ha debuttato l'8 ottobre 2020 nell'incontro di Svenska Cupen vinto 6-0 contro il Gottne IF. Nel corso dei suoi primi anni ha giocato per tre volte in prestito al Sylvia, una squadra di terza divisione che collegata al Norrköping.
Il 9 marzo 2023 è stato ceduto in prestito al GAIS in Superettan per una stagione. A inizio 2024, di rientro dal prestito, è stato confermato in prima squadra per la stagione 2024 di Allsvenskan. Dopo aver collezionato 25 presenze con l'IFK Norrköping nell'Allsvenskan 2024, ha lasciato il club in scadenza di contratto.
Nel febbraio 2025 è stato ingaggiato nella quarta serie spagnola dal Valencia Mestalla, squadra riserve del Valencia.

### Nazionale
Ha giocato nella nazionale svedese Under-19.

## Statistiche

### Presenze e reti nei club
Statistiche aggiornate al 3 giugno 2024.
| Stagione        | Squadra         | Campionato      | Campionato | Campionato | Coppe nazionali | Coppe nazionali | Coppe nazionali | Coppe continentali | Coppe continentali | Coppe continentali | Altre coppe | Altre coppe | Altre coppe | Totale | Totale | Totale |
| Stagione        | Squadra         | Comp            | Pres       | Reti       | Comp            | Pres            | Reti            | Comp               | Pres               | Reti               | Comp        | Pres        | Reti        | Pres   | Reti   |        |
| --------------- | --------------- | --------------- | ---------- | ---------- | --------------- | --------------- | --------------- | ------------------ | ------------------ | ------------------ | ----------- | ----------- | ----------- | ------ | ------ | ------ |
| 2019            | Sylvia          | D1              | 6          | 0          |                 | -               | -               |                    | -                  | -                  |             | -           | -           | 6      | 0      |        |
| 2020            | IFK Norrköping  | A               | 0          | 0          | CS              | 1               | 0               |                    | -                  | -                  |             | -           | -           | 1      | 0      |        |
| 2021            | IFK Norrköping  | A               | 6          | 0          | CS+CS           | 3+1             | 0               |                    | -                  | -                  |             | -           | -           | 10     | 0      |        |
| 2021            | Sylvia          | D1              | 7          | 0          |                 | -               | -               |                    | -                  | -                  |             | -           | -           | 7      | 0      |        |
| 2022            | IFK Norrköping  | A               | 10         | 0          | CS              | 2               | 0               |                    | -                  | -                  |             | -           | -           | 12     | 0      |        |
| 2022            | Sylvia          | D1              | 11         | 1          |                 | -               | -               |                    | -                  | -                  |             | -           | -           | 11     | 1      |        |
| 2023            | GAIS            | S1              | 27         | 1          | CS              | 1               | 0               |                    | -                  | -                  |             | -           | -           | 28     | 1      |        |
| 2024            | IFK Norrköping  | A               | 9          | 0          | CS+CS           | 4+0             | 0               |                    | -                  | -                  |             | -           | -           | 13     | 0      |        |
| Totale carriera | Totale carriera | Totale carriera | 76         | 2          |                 | 12              | 0               |                    | -                  | -                  |             | -           | -           | 88     | 2      |        |